# József Grősz

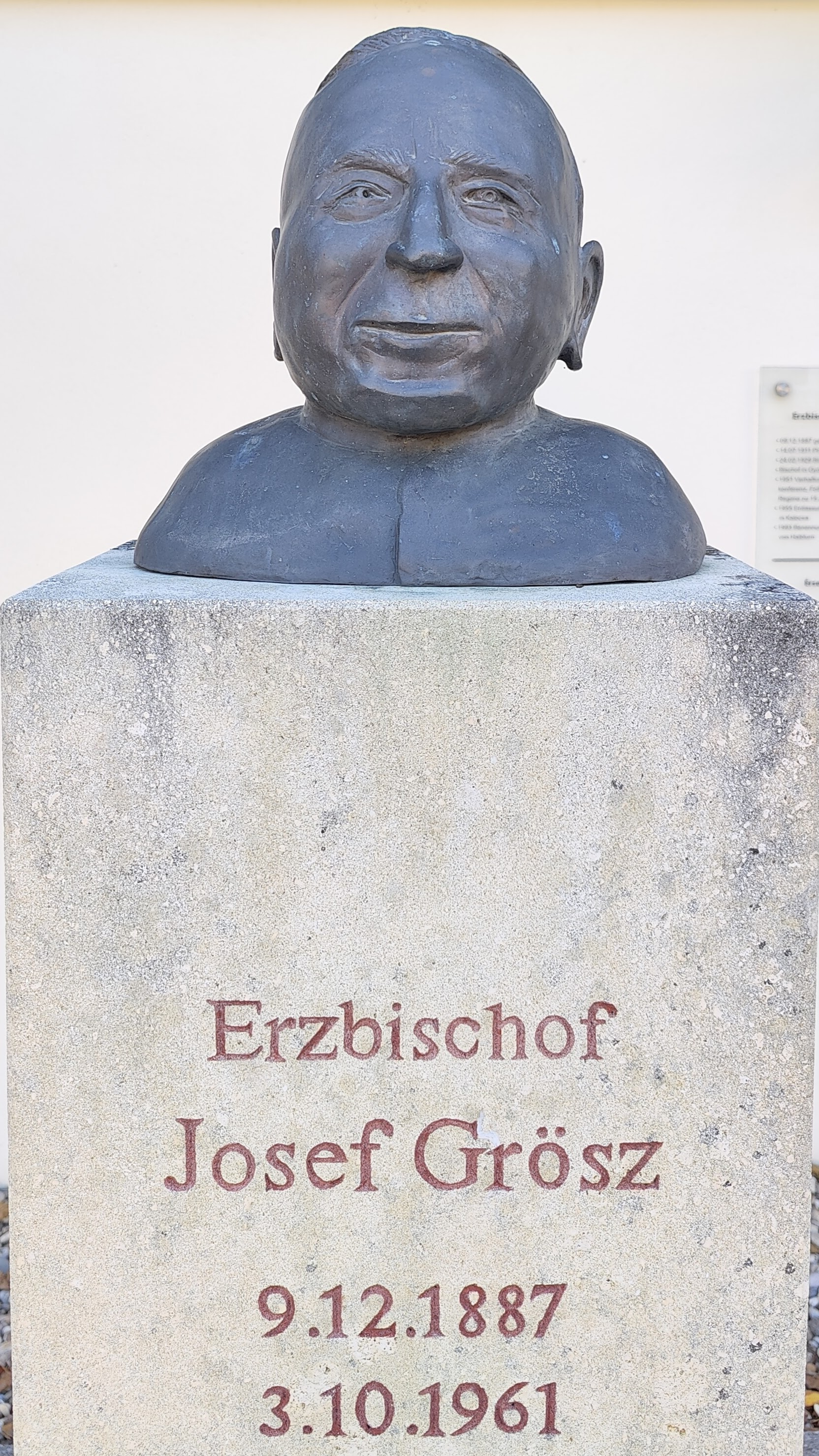
Denkmal für József Grősz, Halbturn

József Grősz (* 9. Dezember 1887 in Halbturn, Österreich-Ungarn; † 3. Oktober 1961 in Kalocsa) war römisch-katholischer Erzbischof von Kalocsa in Ungarn.

## Leben
József Grösz wurde als Sohn des Landwirteehepaares Franz und Magdalena (geb. Gisch) Grösz geboren. An seinem Geburtshaus in Halbturn, Erzherzog-Friedrich-Straße 27, erinnert eine Gedenktafel an den Sohn der Gemeinde. Die ersten vier Volksschulklassen besuchte der junge József von 1894 bis 1898 in seiner Heimatgemeinde. Alle acht Klassen des Benediktinergymnasiums und die abschließende Matura in Győr bestand er mit Auszeichnung. Von seinem Bischof zu weiterem Studium ins Pazmaneum und auf die Theologische Fakultät der Universität Wien gesandt, absolvierte er diese mit bestem Erfolg. Am 14. Juli 1911 wurde er von Bischof August Fischer aus Kassa (Kaschau) zum Priester geweiht und zwar in der Kapelle des Pazmaneums. Die Primiz hatte er am 23. Juli 1911 in seiner Heimatgemeinde. Zugleich mit ihm feierten seine Eltern die silberne und die Großeltern die goldene Hochzeit.
Nach zweijähriger Kaplanzeit 1911 bis 1913 in Farád und Oroszvár wurde er ins Bischöfliche Ordinariat nach Győr berufen und wurde hier Bibliothekar, dann Zeremonär, Sekretär und zuletzt Kanzleidirektor. Später 1931 wurde er zum Mitglied des Domkapitels von Győr ernannt. Als der erkrankte Diözesanbischof Anton Fetser einen Helfer brauchte, hat Papst Pius XI. am 17. Dezember 1928 Josef Grösz zum Titularbischof von Ortossia und Koadjutor des Diözesanbischofs Fetser ernannt.
Die Bischofsweihe spendete ihm am 24. Februar 1929 der Kardinal und Fürstprimas Justinian Séredi in Győr. Bei dieser Feier konnte eine große Anzahl Gläubiger aus seiner Heimatgemeinde Halbturn teilnehmen und ihm als Geschenk einen Bischofsstab überreichen.
Als Bischof Fetser 1933 starb, leitete Grösz eine Zeit lang die Diözese als Kapitelvikar und wurde dann an der Seite des neuernannten Diözesanbischofs Stefan Breyer Generalvikar. In all diesen Ämtern der Diözese wirkte Grösz vorbildlich und war auch in der Seelsorge tätig. Am 10. Januar 1936 wurde er von Papst Pius XI. als Apostolischer Administrator mit der Leitung der Diözese Szombathely (Steinamanger) betraut, auch mit der Aufgabe hier die Vermögensverhältnisse zu ordnen. Nachdem ihm dies in kurzer Zeit gelungen war, wurde er vom Papst zum Diözesanbischof ernannt. Am 7. Mai 1943 wurde er von Papst Pius XII. als Erzbischof nach Kalocsa berufen.
In dieser Eigenschaft musste er zum wiederholten Male als Vorsitzender der ungarischen Bischofskonferenz die ungarische Kirche leiten. Zuerst von April bis zur Ernennung Kardinal József Mindszentys im September 1945 und dann nach dessen Verurteilung am 3. Februar 1949. In dieser Zeit war das überaus schwere Ringen zwischen Kirche und Staat. Am 15. Mai 1949 wurde auch Erzbischof Grösz verhaftet und am 28. Juni 1951 in einem Schauprozess zu 15 Jahren Kerker verurteilt. Von diesen musste er 4½ Jahre im Gefängnis verbringen. Am 14. Oktober 1955 wurde seine Haft unterbrochen. Am 19. Mai 1956 durfte er schließlich unter großem Jubel seiner Anhänger auf den erzbischöflichen Stuhl zurückkehren. Wieder wurde er Vorsitzender der Bischofskonferenz und leitete das Erzbistum Kalocsa und die Kirche Ungarns.
Erzbischof Grösz erlag am 3. Oktober 1961, nachdem er die heilige Messe gefeiert hatte, einem Herzschlag. Er wurde am 6. Oktober unter großer Anteilnahme in der Krypta der Domkirche begraben.